# Walter Van Doninck
Walter Van Doninck (1948) is een Belgische fysicus, gespecialiseerd in de experimentele deeltjesfysica.
Sinds 1 januari 2013 is hij vicevoorzitter van de raad van het Europees Centrum voor Nucleair Onderzoek (CERN) nabij Genève.
De raad van CERN heeft het meest inspraak in het bestuur van het instituut.
Van Doninck is onderzoeksdirecteur bij het Fonds voor Wetenschappelijk Onderzoek Vlaanderen. Hij is docent aan de Vrije Universiteit Brussel (VUB).
Hij studeerde natuurkunde aan de RUCA (Antwerpen) en aan de VUB, gevolgd door een doctoraat. Sinds 1992 werkt hij als onderzoeker aan het CMS-experiment nabij de LHC te CERN.